# Frank Sturgis

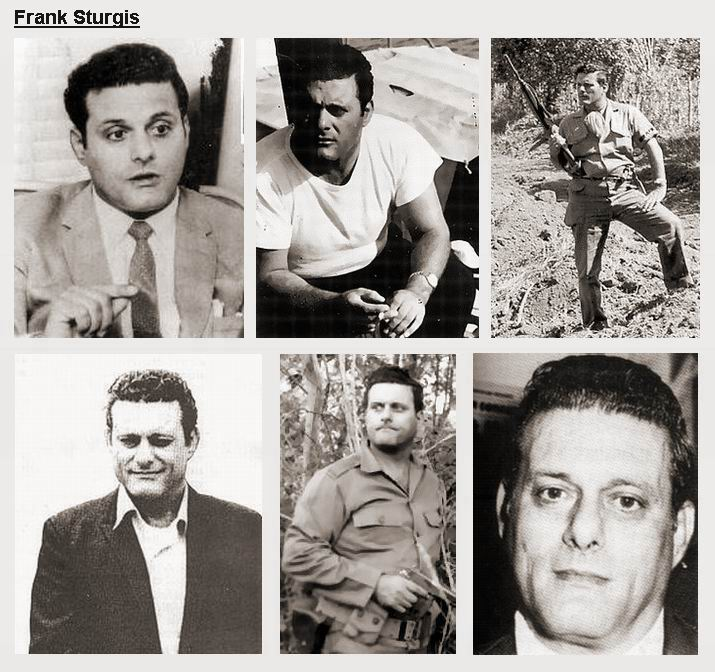
Frank Sturgis (verscheidene foto's)

Frank Anthony Sturgis (Norfolk, 9 december 1924 – Miami, 4 december 1993), geboren als Frank Angelo Fiorini, was een van de vijf Watergate-inbrekers. Hij diende in verschillende eenheden van het Amerikaanse leger, hielp Fidel Castro in de Cubaanse Revolutie van 1958 en werkte als undercoveragent.

## Militaire dienst
Toen hij nog kind was verhuisde zijn familie naar Philadelphia, Pennsylvania. Op 5 oktober 1942, in zijn laatste jaar op de middelbare school, vervoegde de 17-jarige Frank Angelo Fiorini het United States Marine Corps en stond gedurende de Tweede Wereldoorlog onder leiding van Colonel "Red Mike", Merritt A. Edson, in het First Marine Raider Battalion. Eervol uit dienst als korporaal in 1945 vervoegde hij de politie van Norfolk op 5 juni 1946. Al snel ontdekte hij een corruptiezaak en bracht zijn meerderen hiervan op de hoogte. Deze vertelden hem de illegale activiteiten over het hoofd te zien. Op 5 oktober 1946 had hij een confrontatie met zijn overste en nam ontslag op dezelfde dag. In de volgende 18 maanden runde hij de Havana-Madrid taverne in Norfolk waar voornamelijk buitenlanders kwamen, meestal Cubaanse zeelieden ter koopvaardij.
Op 9 november 1947 vervoegde Fiorini de United States Naval Reserve op het Norfolk Naval Air Station en leerde er vliegen terwijl hij ook nog werkte in de taverne. Hij ging eervol uit dienst op 30 augustus 1948 en vervoegde de United States Army de volgende dag. Hij werd onmiddellijk naar West Berlijn gestuurd, waar de Sovjet-Unie de wegen had gesloten gedurende de Blokkade van Berlijn, en werd lid van Generaal Lucius Clays honor guard. Twee weken nadat de Sovjet-Unie de wegen heropende op 11 mei 1949 werd Fiorini eervol ontslagen.
Als Marine Raider werkte Fiorini achter de vijandelijke linies en verzamelde hij informatie. Gedurende zijn legerperiode in Berlijn en Heidelberg had hij een top secret clearance en werkte hij in een inlichtingendienst waar het primaire doel de Sovjet-Unie was.
Fiorini geloofde sterk dat Rusland een bedreiging was en werd een levenslange militant. Toen hij in 1952 terugkeerde naar Norfolk ging hij aan de slag als beheerder in The Cafe Society Tavern. Samen met de eigenaar Milton Bass kocht en beheerde hij The Top Hat Nightclub in Virginia Beach.
Fiorini ging naar de Virginia Polytechnic Institute voordat hij manager werd van The Whitehorse Tavern. Terwijl hij in Norfolk, Virginia verbleef volgde hij een aantal opleidingen aan de Old Dominion University.

## Inlichtingendienst
Op 23 september 1952 diende Frank Fiorini een verzoekschrift in bij de Circuit Court van de stad Norfolk, Virginia om zijn naam te veranderen naar Frank Anthony Sturgis. Dit was de achternaam van zijn stiefvader Ralph Sturgis met wie zijn moeder in 1937 was getrouwd. Zijn nieuwe naam leek ook op die van Hank Sturgis, de fictieve held van E. Howard Hunt's roman Bimini Run uit 1949, wiens leven in bepaalde opzichten parallel liep met dat van Frank Sturgis in de periode 1942-1949.
In 1957 verhuisde Sturgis naar Miami, Florida waar de Cubaanse vrouw van zijn oom Angelo Vona hem introduceerde aan de voormalige Cubaanse president Carlos Prio, die samen met andere Cubanen plannen smeedde tegen dictator Fulgencio Batista om zelf terug aan de macht te komen. Zij stuurden geld naar Mexico om Fidel Castro te steunen. Prio vroeg aan Sturgis om naar Cuba te gaan en zich aan te sluiten bij Castro en te rapporteren aan de verbannen Cubanen in Miami.
Sturgis had een ontmoeting met Castro en zijn 400 rebellen in de bergen van de Sierra Maestra. Sturgis deed het aanbod om Castro's troepen te trainen in guerrilla. Castro nam het aanbod aan maar had ook onmiddellijke behoefte aan wapens en munitie. Zodoende werd Sturgis een wapenhandelaar. Met behulp van geld, afkomstig van anti-Batista Cubaanse ballingen in Miami, kocht Sturgis scheepsladingen wapens bij CIA wapenexpert Samuel Cummings zijn International Armament Corporation in Alexandria, Virgina.
Sturgis verklaarde later dat hij koos voor Castro, eerder dan voor Prio, omdat Fidel een soldaat was, een man van actie, terwijl Prio een politicus was, dus meer een man van woorden. In maart 1958 opende Sturgis een trainingskamp in de Sierra Maestra waar bij Che Guevara en andere rebellen van de 26 juli-beweging leerde kennen.
Toen de revolutie in januari 1959 eindigde, benoemde Castro Sturgis tot directeur van de veiligheids- en inlichtingendiensten van de luchtmacht vanwege zijn positie als kapitein in de 26 juli-beweging.
Er bestaan geruchten dat Sturgis in die tijd werkte als agent voor de CIA. Echter, het verslag van de Rockefeller Commissie uit 1975 vond dat Sturgis geen medewerker of agent was van de CIA, hetzij in 1963 of op een ander tijdstip.

## Watergate inbraak in 1972
Frank Sturgis, Virgilio González, Eugenio Martínez, Bernard Barker en James W. McCord, Jr. werden gearresteerd tijdens het installeren van afluisterapparatuur in de campagnekantoren van de National Democratic Party in het Watergate kantorencomplex in Washington.
De inbrekers hadden enkele weken eerder een succesvolle inbraak gepleegd op dezelfde locatie, maar men brak opnieuw in om een defect apparaat te repareren en om meer documenten te fotograferen. Het telefoonnummer van E. Howard Hunt werd gevonden in een adresboek van een van de inbrekers. Verslaggevers van de Washington Post waren in staat om de inbraak te koppelan aan het Witte Huis. Een bron (Deep Throat), die in dienst was van de overheid, vertelde namelijk aan Bob Woodward, verslaggever voor de Washington Post, dat senior assistenten van President Nixon de inbrekers hadden betaald om informatie over zijn politieke tegenstanders te verkrijgen.

## Celstraf en latere onderzoeken
In januari 1973 werden Sturgis, González, Martinez, Barker, McCord samen met E.howard Hunt en G. Gordon Liddy veroordeeld voor samenzwering, inbraak en afluistering. Hunt en Liddy behoorden niet tot de eigenlijke groep inbrekers maar waren de leidden de operatie.
In de gevangenis gaf Sturgis een interview aan Andrew St. George en vertelde: "Ik zal deze gevangenis nooit levend verlaten als datgene wat we besproken hebben over Watergate niet geheim blijft tussen ons. Als u probeert te publiceren wat ik u heb vetreld, da, ben ik een dode man."
Het artikel van St. George werd gepubliceerd in True Magazine in augustus 1974. Sturgis beweert dat de Watergate inbrekers de opdracht hadden gekregen om een specifiek document te vinden in de kantoren van de Democratische Partij. Het betrof een geheim memorandum van de Castro regering dat details bevatte over geheime acties van de CIA. Sturgis zei dat de Castro regering vermoedde dat de CIA niet de gehele waarheid over deze operaties had verteld, zelfs niet aan Amerikaanse politieke leiders.
In een interview op 20 juni 1975 met reporter Paul Meskil van de New York Daily News zegt Sturgis: "Ik was een spion. Ik was betrokken bij moordaanslagen en samenzweringen om verschillende buitenlandse regeringen omver te werpen, waaronder Cuba, Panama, Guatemala, de Dominicaanse Republiek en Haïti. Ik smokkelde wapens en mannen naar Cuba voor Castro en tegen Castro. Ik brak in voor inlichtingenbestanden. Ik stal en fotografeerde geheimde documenten. dat is wat spionnen doen".

## Betrokken als samenzweerder
The Dallas Morning News, de Dallas Times Herald en de Fort Worth Star-Telegram fotografeerden kort na de moord op Kennedy drie mannen onder politiebegeleiding in de buurt van het Texas School Book Depository. De mannen werden later bekend als de drie zwervers. Volgens Victor Bugliosi waren de beschuldigingen dat deze mannen waren betrokken in de samenzwering het werk van Richard E. Sprague die de foto's in 1966 en 1967 samenstelde, en ze vervolgens overhandigde aan Jim Garrison die een onderzoek voerde naar de betrokkenheid van Clay Shaw.
Tijdens een uitzending van The Tonight Show op 31 december 1968 toonde Jim Garrison de foto van de drie zwervers ten overstaan van een landelijk publiek en stelde dat ze betrokken waren bij de moord. Moordonderzoekers Alan J. Weberman en Michael Canfield vergeleken in 1974 foto's van de zwervers met mensen waarvan ze dachten dat die betrokken waren met de samenzwering, en zeiden dat twee van de zwervers ook betrokken waren bij Watergate, met name Sturgis en Hunt. Komiek en burgerrechtenactivist Dick Gregory hielp in 1975 om nationale media aandacht te geven over de aantijgingen tegen Sturgis en Hunt na het verkrijgen van de vergelijkende foto's van Weberman en Canfield. Onmiddellijk na het verkrijgen van de foto's hield Gregory een persconferentie die aanzienlijke aandacht kreeg en het verhaal werd gepubliceerd in Rolling Stone en Newsweek.
De Rockefeller Commissie meldde in 1975 dat zij onderzoek heeft gedaan naar de bewering dat Hunt en Sturgis, namens de CIA, hebben deelgenomen aan de moord op Kennedy. Het eindrapport van de commissie verklaart dat de vergelijking van de "zwervers" met Hunt en Sturgis vonvoldoende is aangetoond. Het rapport verklaart eveneens dat FBI-agent Lyndal L. Shaneyfelt, een nationaal erkend expert in foto-identificatie en foto-analyse, in het FBI-fotolaboratorium heeft vastgesteld dat geen van de zwervers Hunt of Sturgis waren. Het House Select Committee on Assassinations rapporteerde in 1979 dat forenzische antropologen de foto's van de "zwervers" opnieuw hadden geanalyseerd en vergeleken met foto van Hunt en Sturgis, evenals met foto's van Thomas Vallee, Daniel Carswell en Fred L. Chrisman. Volgens het Committee leek enkel Chrisman op een van de zwervers maar stelde vast dat hij niet in Dealey Plaza kon zijn op de dag van de moord.
Frank Sturgis zou ten aanzien van Jim Rothstein hebben verklaard dat hij een van de schutters was op de Grassy Knoll in Dealey Plaza.
(Jim Rothstein is een gepensioneerde detective uit New York).
Sturgis verklaarde eveneens, maar dan ten aanzien van Cardinal Cook, dat G. Gordon Liddy (andere deelnemer in de Watergate inbraak) de persoon was die politieagent J.D. Tippet dood schoot om zodoende een reden te voorzien om Lee Harvey Oswald te arresteren.
(Cardinal Cook was katholieke kardinaal van New York).
Beide beweringen van Sturgis moeten met ene korrel zout genomen worden.
In 1992 ontdekte journalist Mary La Fontaine informatie aangaande de aanhoudingen op 22 november 1963, informatie die de Dallas Police had vrijgegeven in 1989, waarin drie mannen werden genomen, nl. Gus W. Abrams, Harold Doyle en John f. Gedney. Volgens de aanhoudingsinformatie werden de drie mannen onmiddellijk nadat Kennedy was doodgeschoten uit een wagon gehaald die op het spoorwegterrein stond. Ze werden in hechtenis gehouden gedurende vier dagen en vervolgens vrijgelaten, ze werden beschreven als werkloos en passeerden Dallas.
In een interview in 1986 bij Inside Edition claimde Frank Sturgis dat de KGB President Kennedy vermoordde.